# دانشگاه ابن عزر
دانشگاه ابن عزر (به لاتین: Eben-Ezer University of Minembwe) یک دانشگاه در جمهوری دموکراتیک کنگو است که در Minembwe واقع شده‌است.